# Space Quest II
Space Quest II: Chapter II – Vohaul's Revenge , comúnmente conocido como Space Quest II: Vohaul's Revenge, es un juego de aventura gráfica lanzado el 14 de noviembre de 1987 por Sierra On-Line. Fue la secuela de Space Quest I: The Sarien Encounter, nuevamente utilizando el motor de juego AGI de Sierra.

## Sinopsis
Se incluye un cómic en el manual para explicarle al jugador qué eventos han ocurrido desde Space Quest I, cuando Roger se convirtió en Hero of Xenon. El jugador también se entera del villano Sludge Vohaul, que estuvo detrás del ataque Sarien original de Arcada, y cómo se volvió loco.
A pesar de su nuevo estatus de héroe, Roger es transferido a la Estación Orbital 4 de Xenon y ascendido a Jefe (y único) Conserje. Después de un tiempo, Sludge Vohaul lo secuestra.
Mientras Roger es transportado a las minas de trabajo de Labion como castigo por frustrar el plan original de Sludge, la nave prisión se estrella en una jungla cercana del planeta. Se las arregla para escapar de sus perseguidores y de los peligros de la jungla de Labion y pronto llega a la base de asteroides de Sludge, donde debe detener el malvado plan de Vohaul para erradicar la vida sensible de Xenon lanzando millones de vendedores de seguros clonados al planeta.
Al llegar a la sala de control de Vohaul, Roger es capturado, miniaturizado y guardado en un frasco de vidrio. Después de escapar de su prisión de cristal, logra apagar el sistema de soporte vital de Vohaul al ingresar a la máquina, matando así a su enemigo y recuperándose a sí mismo a su tamaño completo.
Al final del juego, antes de hacer estallar el asteroide de Vohaul y salvar el mundo, Roger se queda en un sueño criogénico dentro de una cápsula que flota en el espacio, configurando la secuela, Space Quest III: The Pirates of Pestulon.

## Recepción
Space Quest II fue bien recibido tanto por la crítica como por los consumidores. Como señaló Computer Gaming World, "aunque el juego es similar al Space Quest original, la adición de animaciones más detalladas, acertijos más difíciles, un analizador mejorado (¡hurra!) y un mayor alcance hacen que un buen juego sea aún mejor". Algunas críticas dirigidas al juego incluyeron descripciones poco claras de algunos objetos y algunos acertijos que están ocultos para el jugador. Antic advirtió sobre la dificultad, afirmando que la versión ST "es más complicada que la original y gráficamente superior". Macworld escribió que "como en el juego original, Space Quest II tiene éxito con el humor de su animación y guion".
Space Quest II fue catalogado como el número cuatro en los 5 mejores vendedores de Sierra. Por lo tanto, se puede suponer que Space Quest II vendió más de 100 000 copias, lo que le valió la medalla de oro de la SPA (Software Publishers Association). Según Sierra On-Line, las ventas combinadas de la serie Space Quest superaron los 1,2 millones de unidades a finales de marzo de 1996.

## Adaptación
Infamous Adventures anunció el 1 de abril de 2007 que estaban rehaciendo Space Quest II al estilo de los remakes anteriores de VGA, lanzando capturas de pantalla y una demostración junto con el anuncio. Infamous Adventures lanzó su nueva versión en la víspera de Año Nuevo de 2011, con un paquete de voz completo y contenido extendido.